# Tzajalhucum
Tzajalhucum är en ort i Mexiko.   Den ligger i kommunen Chenalhó och delstaten Chiapas, i den sydöstra delen av landet, 700 km öster om huvudstaden Mexico City. Tzajalhucum ligger 1 156 meter över havet och antalet invånare är 209.
Terrängen runt Tzajalhucum är varierad, och sluttar norrut. Runt Tzajalhucum är det ganska tätbefolkat, med 111 invånare per kvadratkilometer. Närmaste större samhälle är Pantelhó, 7,4 km öster om Tzajalhucum. I omgivningarna runt Tzajalhucum växer i huvudsak städsegrön lövskog.